# 後鎮 (臺南市)
後鎮，是臺灣臺南市新營區的一個傳統地域名稱，位於該區東北半葉的西北部。相較於今日行政區，其範圍大致包括護鎮里不含東南部凸出部分的東部及西南部、埤寮里西部邊界地帶中段、新南里西北端、嘉芳里東北端。
本地區境內東南端為臺南市立新營體育場的大部分，主要聚落為後鎮。

## 歷史
台灣日治初期，後鎮地區為一街庄，稱為「後鎮庄」，隸屬於下茄苳南堡。該庄昔日北與竹圍後庄為鄰，東與許丑庄為鄰，南邊主要部分為新營庄、茄苳腳庄，南邊最西段及西邊為鹽水港街，西北邊為土庫庄、竹仔腳庄。
1901年（日治明治三十四年）11月11日，全台廢縣廳改設二十廳，該庄隸屬於鹽水港廳。1904年（明治三十七年）4月1日，該庄編入「新營區」，隸屬於鹽水港廳。1906年（明治三十九年）4月1日，鹽水港廳內管轄區域調整，該庄仍隸屬於「新營區」。1909年（明治四十二年）10月25日，全台合併二十廳為十二廳，新營區改隸屬於嘉義廳。1920年（大正九年）10月1日，全台地方制度大改正，廢十二廳改設五州二廳，該庄改制為「後鎮」大字，隸屬於臺南州新營郡新營庄。1933年（昭和八年）12月，新營庄升格為新營街。
戰後新營街改制為新營鎮，隸屬於臺南縣，大字亦改制為里。1950年10月25日，雲、嘉、南分治，新營鎮仍隸屬於臺南縣。1981年12月25日，新營鎮改制為新營市。2010年12月25日，臺南縣、市合併為直轄臺南市，新營市改制為新營區。

## 聚落
本地區發展較早的聚落為後鎮，在日治期初期的官方地圖上已有記載。

## 交通
國道1號又稱「中山高速公路」，是台灣西部兩條南縱向高速公路之一，經過本地區中部，並在南側邊界外不遠處的市道172號交會處設有新營交流道，由此進入可快速前往台灣西部南北各地。
市道172號是布袋至澐水的道路，經過本地區東南角（外環道）。由該道路西行可前往國道1號新營交流道、鹽水區、嘉義縣義竹鄉、布袋鎮，並止於布袋市區；東行可前往後壁區南部、白河區、嘉義縣中埔鄉，並止於省道台3線路口。
區道南74線是鹽水至安溪寮的道路，經過本地區主聚落。
區道南78線是竹新至下茄寮的道路，經過本地區最北端凸出部分的頸部。
區道南78-1線是新厝至後鎮的道路，其南側端點（終點）位於本地區東部邊界，也是主聚落東側的區道南74線路口。
區道南80線是上帝廟至下茄苳的道路，經過本地區西北部最大凸出部分的邊界地帶。

## 公務機關
- 臺南市政府警察局新營分局後鎮派出所（西側一小部分）

## 運動設施
- 臺南市立新營體育場（大部分）